# IC 2806
IC 2806 је појединачна звијезда у сазвјежђу Лав која се налази на листи објеката дубоког неба у Индекс каталогу.
Деклинација објекта је + 9° 39' 11" а ректасцензија 11h 25m 15,2s.